# Challenger de Brasilia 2021
El torneo Aberto da República 2021 fue un torneo de tenis perteneciente al ATP Challenger Tour 2021 en la categoría Challenger 80. Se trató de la 1.ª edición, el torneo tuvo lugar en la ciudad de Brasilia (Brasil), desde el 22 hasta el 28 de noviembre de 2021 sobre pistas de tierra batida.

## Jugadores participantes del cuadro de individuales
| Favorito | País                 | Jugador                 | Rank1 | Posición en el torneo |
| -------- | -------------------- | ----------------------- | ----- | --------------------- |
| 1        | Bandera de Argentina | Federico Coria          | 69    | CAMPEÓN               |
| 2        | Bandera de España    | Jaume Munar             | 83    | FINAL                 |
| 3        | Bandera de Argentina | Sebastián Báez          | 111   | Baja                  |
| 4        | Bandera de Argentina | Francisco Cerúndolo     | 112   | Semifinales, retiro   |
| 5        | Bandera de Bolivia   | Hugo Dellien            | 120   | Segunda ronda         |
| 6        | Bandera de Argentina | Tomás Martín Etcheverry | 129   | Primera ronda         |
| 7        | Bandera de Brasil    | Thiago Seyboth Wild     | 132   | Cuartos de final      |
| 8        | Bandera de Argentina | Juan Ignacio Lóndero    | 144   | Cuartos de final      |

- 1 Se ha tomado en cuenta el ranking del 15 de noviembre de 2021.

### Otros participantes
Los siguientes jugadores recibieron una invitación (wild card), por lo tanto ingresan directamente al cuadro principal (WC):
- Mateus Alves
- Gustavo Heide
- Wilson Leite

Los siguientes jugadores ingresan al cuadro principal tras disputar el cuadro clasificatorio (Q):
- Bogdan Bobrov
- Luciano Darderi
- Alejandro Gómez
- Tomás Lipovšek Puches

## Campeones

### Individual Masculino
- Federico Coria derrotó en la final a  Jaume Munar, 7–5, 6–3

### Dobles Masculino
- Mateus Alves /  Gustavo Heide derrotaron en la final a  Luciano Darderi /  Genaro Alberto Olivieri, 6–3, 6–3